# Winterliche Aufzeichnungen über sommerliche Eindrücke
Winterliche Aufzeichnungen über sommerliche Eindrücke (russisch: Зимние заметки о летних впечатлениях; Zimniye zametki o letnikh vpechatleniyakh) ist ein Essay des russischen Autors Fjodor Dostojewski. Es wurde zuerst in Vremya veröffentlicht, einer monatlich erscheinenden Zeitschrift, die von Dostojewski selbst herausgegeben wurde.
Der Aufsatz besteht aus den Reiseaufzeichnungen von Dostojewskis Europareise 1862 sowie seinen Reflexionen über die Wahrnehmung der Russen in Europa.
Es wird als frühe Darstellung einiger von Dostojewskis Lieblingskonzepten angesehen.

## Themen

### Politisch
Obwohl Dostojewski kein Marxist war, stimmte er einigen Kritiken von Karl Marx an Europa zu. Als Anhänger des Panslawismus mochte Dostojewski die europäische Kultur wegen ihrer Korruption nicht und kritisierte diejenigen seiner Landsleute, die versuchten, sie nachzuahmen.

### Religiös
Auf seinen Reisen beobachtete Dostojewski sowohl Protestanten (in England) als auch Katholiken. Er glaubte, dass die Anglikaner „stolz und reich ... aufgeblasen und ernsthaft [glaubend] an ihre eigenen soliden moralischen Tugenden und an ihr Recht waren, eine gesetzte und selbstgefällige Moral zu predigen“. Unterdessen dachte Dostojewski, dass katholische Priester Almosen benutzten, um die Armen zur Bekehrung zu manipulieren. An anderer Stelle argumentierte Dostojewski, dass die Orthodoxie beiden anderen Konfessionen überlegen sei und die Einheit innerhalb der Kirche beschütze, aber nicht erzwinge.

### Sozial
Dostojewskis Beobachtungen über die Charakteristika der englischen und französischen Nationalität entsprechen einem genauen Gegenteil der Beichte anderer Reisender seiner Zeit. Er schlägt vor, dass die Franzosen sowohl heuchlerisch als auch irrational seien, auch wenn man bedenke, dass die französische Bevölkerung durch die Anwesenheit der französischen Geheimpolizei unterdrückt werde. Die Engländer hingegen seien stolz. Wohlhabende Engländer würden sich für zu erhaben halten, um sich um die Not der Armen zu kümmern, die verzweifelt und gewalttätig seien.

## Literarische Bedeutung und Kritik
Dostojewski gab Schwächen in den Winterlichen Aufzeichnungen zu, hauptsächlich weil er zu schnell durch einige Teile Europas (insbesondere Deutschland) gereist sein soll, um sie richtig zu würdigen. Selbst wohlwollende Kritiker erkannten, dass Dostojewskis Stil in diesem Werk dürftig ist. Der Essay enthält jedoch Motive, die auch später in Aufzeichnungen aus dem Kellerloch auftauchten, und einige Kritiker betrachten es deshalb als einen ersten Entwurf dieses späteren, erfolgreicheren Buches.

## Auflagen
- Fjodor Michailowitsch Dostojewski: Winterliche Aufzeichnungen über sommerliche Eindrücke – Aufzeichnungen aus einem Kellerloch – Aus dem Tagebuch eines Schriftstellers, Swetlana Geier/Alexander Eliasberg (Übers.), Rowohlt, 1962.